# José Ignacio Franco
José Ignacio Franco (Pina de Ebro, Zaragoza, España, 1 de agosto de 1981), futbolista español. Juega de delantero y su primer equipo fue S. D. Huesca.

## Trayectoria
En verano de 2003 fichó por el Hércules CF que por entonces militaba en Segunda B, pero tras realizar parte de la pretemporada con el conjunto herculano, rescindió su contrato a poco de comenzar la liga alegando problemas de ansiedad. Tras quedar libre fichó por el Celta de Vigo B. Recientemente ha fichado por el Sporting Celanova de la Preferente Sur Gallega. Actualmente es entrenador del Tomiño F.C. 

## Clubes
| Club                    | País   | Año       |
| ----------------------- | ------ | --------- |
| S. D. Huesca            | España | 2000-2001 |
| Real Zaragoza B         | España | 2001-2002 |
| U. D. Lanzarote         | España | 2002-2003 |
| Hércules C. F.          | España | 2003      |
| Celta de Vigo B         | España | 2003-2005 |
| Celta de Vigo           | España | 2005      |
| Universidad             | España | 2005-2006 |
| U. E. LLeida            | España | 2006-2007 |
| Logroñés Club de Fútbol | España | 2007      |
| Coruxo F. C.            | España | 2007-2009 |
| Sporting Celanova       | España | 2009      |
| Rápido de Bouzas        | España | 2009-2012 |
| C. D.Pontellas          | España | 2013      |